# 重訳
重訳（じゅうやく、ちょうやく、英語: Indirect translation）は、ある言語を別の言語を介して翻訳すること。例えば、森鷗外によるアンデルセン『即興詩人』の日本語訳は、原語のデンマーク語でなく、レクラム文庫のドイツ語訳を介した重訳である。
重訳は、異文化交流の現場で古くから行われてきたものであり、特に地理的、文化的、言語的に離れたコミュニティ（例：中国語-ポルトガル語翻訳）や、いわゆる小言語（例：カタルーニャ語、チェコ語、デンマーク語）が関わる交流には欠かせないものである。視聴覚翻訳、コンピュータ支援翻訳、文学翻訳、ローカリゼーション、コミュニティや会議での通訳など、今日の社会のさまざまな分野で、今もなお一般的な翻訳手法として使われ続けている。現在では、グローバリゼーションや国際機関の実務に関連して使用されることが多く、作業言語の数が多いために、リンガ・フランカやその他の仲介言語を介して文書を編集することが必要になることがよくある。
翻訳研究では、重訳は「IT」や「ITr」という略称で呼ばれることもあり、「二重翻訳」「中間翻訳」「媒介翻訳」「混合翻訳」「ピボット翻訳」「リレー翻訳」「第2（3など）手翻訳」などとも呼ばれている。重訳は再翻訳と呼ばれることもあるが、この言葉は同じ原文を1つの目標言語に複数回翻訳する場合に使われることが多い。重訳は、中間のテキストを介さず、大元の原文から直接行われる翻訳である直訳とは対照的である。

## 重訳の例

### 文学作品の重訳
1990年代まで、ロシアの古典はロシア語から直接ではなく、フランス語を経由してヨーロッパポルトガル語に翻訳されていた（例えば、ジョゼ・サラマーゴによるレフ・トルストイの『アンナ・カレーニナ』のフランス語経由の翻訳（1959年）など）。
もう一つの分かりやすい例は、1763年から1771年にかけてアレクセイ・フィラトフがアラビア語の『千夜一夜物語』を初めてロシア語に翻訳したことである。これは1717年にアントワーヌ・ガランが訳したフランス語版を元にしている。その後のロシア語訳も、ヨーロッパの版を参考にしている。例えば、ユリア・ドッペルマイヤーの訳（1889～1890年）はガランのテキストを、リュドミラ・シェルグノヴァの訳（1894年）はエドワード・ウィリアム・レーンの英訳（1838年～1840年）を基にしている。
また、トマス・モアの『ユートピア』は原文がラテン語で書かれており、日本では沢田昭夫によるラテン語から直接翻訳した版が出るまでは、ラルフ・ロビンソンによる英訳版からの重訳であった（村山勇三訳、本多顕彰訳、平井正穂訳）。

### 映像作品の重訳
視聴覚翻訳では、テレビ番組『ブレイキング・バッド』（2010年、3期3話）で、トルトゥーガというキャラクターがスペイン語を話している。ポーランド語の字幕（ファンサブ）は、英語の字幕を介して作られている。

### 宗教書の重訳
クルアーン翻訳では、クルアーンのアラビア語からラテン語への翻訳（Lex Mahumet pseudoprophete）が1142年頃に作られ、そのラテン語訳を介してヨーロッパ各国語の訳が作られた。
聖書翻訳では、ウィクリフの英訳聖書（1385年頃）が、ラテン語訳聖書のウルガタ（ヒエロニムスの古ラテン語聖書（400年頃）に基づく）を介した、ギリシア語の新約聖書の重訳である。

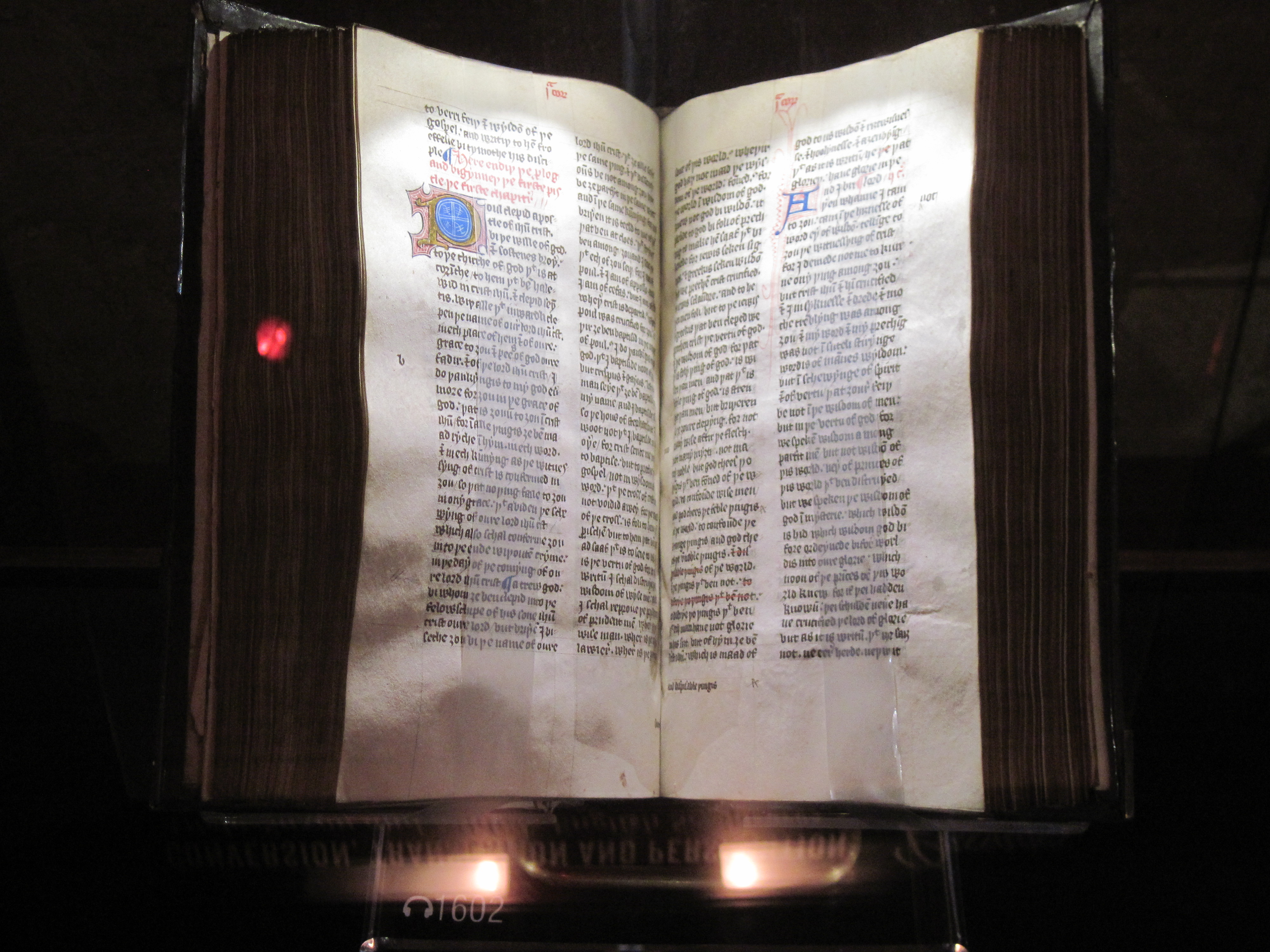
ジョン・ウィクリフが監修した聖書の英語への重訳（1385年頃）は、原文としてラテン語のウルガタを使用していた。

### 通訳における重訳（リレー通訳）
会議の代表者がデンマーク語を話していて、英語とチェコ語に通訳しなければならないが、デンマーク語とチェコ語間の通訳がいない場合、チェコ語へ英語通訳を介して通訳することがある。旧東側諸国では、ロシア語を仲介言語とするリレー通訳も一般的だった。

### 日本産のマンガ・アニメの重訳
ロシア語のスキャンレーションでは、それ自体が中国語経由の重訳である英語版からマンガを翻訳するのが一般的である。アニメのロシア語への無許可の翻訳も、一般的に英訳を介して行われる。そのため、どちらの場合も英語経由の日本語の単語の転写が見られることは驚くことではない。

## 重訳に対する態度
重訳には、否定的な意味合いが多く含まれている。ゼロックス効果のように、コピーの過程を連続して通過するたびに詳細が失われるため、コピーのコピーとしては不十分であると見なされることがよくある。重訳に対するこの否定的な態度の例を示すのは、重訳は「絶対に必要な場合にのみ」使用されるべきである、またはそれがしばしば隠蔽されている、つまり明示的に提示されていないという事実を示唆するUNESCOによる勧告（1976年）である。
しかし、重訳が良い結果をもたらしうることも研究で明らかになっている。この慣習がなかったら、周辺文化や遠い文化の文学作品がほとんどの言語で普及せず、世界文学の古典として認められることはなかっただろう（少なくとも、認められるのは遅れていただろう）。例えば、日本文学では川端康成や村上春樹がポルトガル語で受け入れられたケースを考えてみよう。間接的に翻訳されていなければ、21世紀のポルトガル語を読む人々の目に触れることはなかっただろう。このように、重訳は、周辺の文化や遠方の文化からの文化的産物を取り込むための最も効率的な手段であり、時には唯一の手段でもあるのである。第二に、重訳は、翻訳会社やクライアントにとっても翻訳費用を抑えることができるので利益になると言われている（小さな言語から直接翻訳するよりも安いことが多い）。第3に、中間版を知っている編集者に文芸翻訳が却下されるリスクを最小限に抑えることができる。最後に、翻訳会社の中には、遠く離れた文化圏からの翻訳を作るために、より大きくて権威のある言語の中間版に頼ることを好むところもあると言われている。それは、読者やクライアントの期待に応える翻訳ができる可能性が高くなるからである（現在進行中の研究で示唆されている）。

## 関連文献
- Assis Rosa, Alexandra, Hanna Pięta, and Rita Bueno Maia. 2017. "Theoretical, Methodological and Terminological Issues Regarding Indirect Translation: An Overview."  Translation Studies 10 (2):113-132.
- Pięta, Hanna. 2017. "Theoretical, methodological and terminological issues in researching indirect translation: A critical annotated bibliography." Translation Studies 10 (2): 198-216.
- Hanna, Pięta. 2014. "What Do (We Think) We Know about Indirectness in Literary Translation? A Tentative Review of the State-of-the-art and Possible Research Avenues." In Traducció indirecta en la literature catalana, edited by Ivan Garcia Sala, Diana Sanz Roig and Bożena Zaboklicka Lleida: Punctum. 15-34. Accessed Jan 2016.
- Martin Ringmar 2012. "Relay Translation." In Handbook of Translation Studies, edited by Yves Gambier and Luc van Doorslaer, 141-144. Amsterdam: John Benjamins.